# Chelidophora baculipennis
Chelidophora baculipennis är en tvåvingeart som beskrevs av Borgmeier 1933. Chelidophora baculipennis ingår i släktet Chelidophora och familjen puckelflugor. Inga underarter finns listade i Catalogue of Life.